# Playa del Castiel
La pequeña playa del Castiel es una playa situada en el occidente del Principado de Asturias (España), en el concejo de Valdés y pertenece a la localidad de El Chano de Luarca. Forma parte de la Costa Occidental de Asturias y está enmarcada en el Paisaje Protegido de la Costa Occidental de Asturias, presentando catalogación como Paisaje protegido, ZEPA, LIC.

## Descripción
La playa tiene forma de pequeña ensenada, una longitud de unos 50 m y una anchura media de unos 15-20 m. Su entorno es rural, con un grado de urbanización medio y una peligrosidad baja. El acceso peatonal es de unos quinientos m de longitud.
La pequeña cala está resguardada por «Punta Muyeres» y para acceder a ella hay que bajar unas escaleras de hormigón que parten desde el flanco oeste de la vecina Playa de Salinas o tercera de Luarca; una vez bajadas hay que descender aún más por un camino muy resbaladizo de unos 50 m y a continuación bajar aún más por una corta y muy peligrosa senda totalmente tupida de vegetación. Vista la dificultad que entraña el acceso a esta playa se comprende la escasa o nula asistencia de personas. Conviene resaltar que, si se desea acceder a esta playa, se vaya provisto de un fuerte pantalón largo para evitar los pinchazos de los numerosos tojos.